# Julie O'yang
Julie O'yang (Kunming, 18 juni 1968) is een Nederlandse schrijfster, filmmaker en beeldend kunstenares van Chinese afkomst.

## Biografie
Julie O'yang is het pseudoniem van de Nederlands-Chinese schrijfster Yuhong Gong. Ze werd geboren tijdens de Culturele Revolutie. Begin jaren 90 kwam ze naar Europa om te studeren aan de Universiteit van Londen. Vervolgens studeerde ze Japanse talen en culturen aan de Universiteit van Leiden, Nederland en de Universiteit van Tokyo in Japan.
O’yang schrijft in het Nederlands, Engels en Chinees. Haar korte verhalen, essays, artikelen en poëzie verschenen in internationale tijdschriften, kranten en bloemlezingen.
Haar Nederlandstalige debuut Vliegers boven Lentestad (Vassallucci, 2001) verscheen onder de naam Yuhong Gong en werd gevolgd door Tijdloos, over een verre rivier (Pimento/521, 2006). Ze vertaalde een aantal hedendaagse Chinese romans naar het Nederlands, o.a. Spannend Spel van Wang Shuo (De Geus, 1997), Fucker van Yin Lichuan (Vassallucci, 2004), Beijing Doll van Chun Sue (Vassallucci, 2004).
Vanaf 2008 publiceert ze onder haar huidige pseudoniem. China Noir (Amstel/Houtekiet, 2008) is een Nederlandstalige politieke thriller die Oost en West in een schril contrast zet en daarmee een sombere blik werpt op de globalisering. Haar meest recente roman schreef ze in het Engels. Butterfly, a novel  is een magisch-realistisch verhaal over de verboden liefde tussen een Chinese vrouw en veel jongere Japanse soldaat tijdens de Tweede Wereldoorlog.
Tijdens de Olympische Spelen in Beijing in 2008 presenteerde O'yang TV China voor de VPRO. In vijf afleveringen sprak ze met mediafiguren uit China en Nederland.
Als beeldend kunstenares heeft O’yang deelgenomen aan verschillende groepstentoonstellingen in Nederland. Momenteel werkt O’yang aan een aantal scenario's van speelfilms.
- International Standard Name Identifier: 0000 0003 8987 6529
- Library of Congress Control Number: nb2019011167
- Nederlandse Thesaurus van Auteursnamen: 310494400
- Virtual International Authority File: 283350016